# Casas del Puerto
Casas del Puerto es un municipio de la comarca de El Barco de Ávila-Piedrahíta, situado en el valle del Corneja, en la provincia de Ávila, comunidad autónoma de Castilla y León, en España. Pertenece al partido judicial de Piedrahíta. En 2024 contaba con una población de 83 habitantes.

## Geografía
Ubicación
Integrado en la comarca de El Barco de Ávila-Piedrahíta, en la subcomarca Valle del Corneja, se sitúa a 47 kilómetros de la capital provincial. El término municipal está atravesado por la carretera N-110 entre los pK 298 y 304, además de por la carretera local que se dirige a Bonilla de la Sierra. 
El relieve del municipio es montañoso, estando al norte la sierra de Villanueva, que supera los 1500 metros cerca del límite con Villanueva del Campillo, y al sur La Serrota, que supera los 2100 metros en el extremo suroriental. En La Serrota se encuentran los picos más elevados del municipio: Peña Pajarita (2129 m), Cerro Pelado (1938 m) y Cerro de Valdehierro (1988 m).  Entre ambos sistemas montañosos existen pequeños valles formados por arroyos tributarios del río Corneja. El puerto de Villatoro (1386 metros) hace de divisoria entre el valle del Corneja y el valle de Amblés. La altitud oscila entre los 2129 metros (Peña Pajarita) y los 1090 metros a orillas de un arroyo tributario del Corneja. El pueblo se alza a 1178 metros sobre el nivel del mar. 
| Noroeste: Bonilla de la Sierra     | Norte: Villanueva del Campillo | Noreste: Villatoro                |
| Oeste: Bonilla de la Sierra        |                                | Este: Villatoro                   |
| Suroeste: Villafranca de la Sierra | Sur: Navacepedilla de Corneja  | Sureste: Villafranca de la Sierra |

Existe también un antiguo camino que une los términos de Villafranca de la Sierra y Casas del Puerto, empleado, hasta hace apenas 60 años, por los molineros de la ribera alta del Corneja para llevar la molienda, previa recogida del grano, a los pueblos situados en la parte alta de la sierra de Ávila (Villanueva del Campillo, Vadillo de la Sierra y Grajos, principalmente). El camino era también utilizado desde tiempos inmemoriales para trasladar el ganado trasterminante (rebaños de ovejas merinas y vacadas de avileña-negra ibérica) entre dichas localidades y para asistir a los mercados semanales y feria anual de ganado que se celebraba a primeros de julio en Villafranca de la Sierra.

## Historia
Hasta mediados del siglo XIX, estaba dividido en dos mitades, una pertenecía a Villafranca de la Sierra (Señorío del Marqués de Villafranca y las Navas): Casas del Puerto de Villafranca; y la otra a Bonilla de la Sierra (Señorío del Obispado de Ávila): Casas del Puerto de Bonilla, separadas por la Calle Real. A partir del 2 de enero de 1842 fue municipio independiente con el nombre de Casas del Puerto de Villatoro, hasta 2003 que pasa a denominarse Casas del Puerto.
Es posible que los primeros pobladores se asentasen en la zona hacia el siglo XIII, aunque en el término municipal ya habitaron hispanorromanos hacia los siglos IV o V y previamente pueblos celtíberos (vetones). 
En el siglo XVIII existían 9 telares, siendo importante el cultivo del lino. Hacia 1780 el ilustrado Antonio Ponz, en su obra "Viaje de España", exaltaba la belleza del paisaje y la riqueza de la flora; en aquel entonces debía haber bastante más vegetación que en la actualidad.

## Demografía
Casas del Puerto cuenta con una población de 83 habitantes (INE 2024).
| Gráfica de evolución demográfica de Casas del Puerto entre 1842 y 2021 |
| |
| Población de derecho según los censos de población del INE. Población de hecho según los censos de población del INE.En estos censos se denominaba Casas del Puerto de Villatoro: 1842, 1857, 1860, 1877, 1887, 1897, 1900, 1910, 1920, 1930, 1940, 1950, 1960, 1970, 1981, 1991 y 2001. En el 2003 pasa a denominarse Casas del Puerto. |

## Cultura

### Patrimonio
- Iglesia de Santiago Apóstol, iniciada en el siglo XV y ampliada durante los siglos XVI y XVII, de una sola nave con artesonados. La torre se coronó en 1690. Destacan sus retablos barrocos, de la segunda mitad del siglo XVIII.

- Cinco cruces antiguas, restos de un Vía Crucis.

- Pilón de 1905 y potro de herrar.

Desde algunos lugares de la localidad se observan bellas panorámicas del Valle del Corneja e inmediaciones: Alto del Puerto, la Ladera, Eras de la Hormilla y Hoyociruelo (según el libro de la Montería de Alfonso XI este era buen lugar para la caza del oso en el siglo XIV).

### Folclore y costumbres
Se baila a San Blas cada 3 de febrero, en el que las mujeres se visten con el tradicional traje de serrana. 
Día de los Gamusinos. La víspera del día de Reyes, mozos cubiertos con capas y mantas se dedican a perseguir y a asustar a los niños que esperan ansiosos la llegada de los Magos, para morderles las orejas. Los niños llevan cencerros para llamar la atención de los Gamusinos.
Durante el mes de mayo se tocan las campanas "a Buen Temporal", con un curioso y alegre ritmo que sigue la canción "A buen temporal, mucho vino y mucho pan; el pan en la panera, el vino en la bodega".

### Gastronomía
Destacan las patatas "machaconas" más conocidas como "patatas manzás" y como dulce típico los turrillos y mantecados, elaborados antiguamente en los hornos del pueblo, para la fiesta de San Blas.

### Fiestas
- San Blas (3 de febrero)
- Santiago Apóstol (25 de julio) organizada por la Asociación Juvenil Casas del Puerto.